# Цаган-Хуртэй
Цага́н-Ху́ртэй (бур. Сагаан Хүртэй шэлэ) — горный хребет на юге Забайкалья, на территории Бурятии и Забайкальского края России, расположенный в основном между долинами рек Хилок (с юга), Худан и Кижинга (с севера).
Протяжённость хребта с юго-запада на северо-восток составляет 270 км. Преобладающие высоты — от 1200 до 1500 м, высшая точка — гора Дабата (1586 м). Хребет сложен гранитами, вулканическими и осадочными породами. Преобладает среднегорный рельеф; вершины широкие, плоские. Склоны пологие, покрыты лиственничной и сосновой тайгой.